# Mercedes 35PS (1905)
La Mercedes 35PS del 1905 (vedi foto) è stata un'autovettura di lusso prodotta appunto dal 1905 al 1909 dalla Casa automobilistica tedesca Daimler per essere inserita nella gamma Mercedes. Tale modello non va confuso con la precedente Mercedes 35PS prodotta nel 1901.

## Storia e profilo
Questa vettura va a sostituire il modello 28/32 PS della gamma Simplex. Si tratta di una vettura di lusso disponibile principalmente come limousine o come coupé De Ville. Era equipaggiata da un motore strettamente derivato dal 5.3 litri che equipaggiava la precedente 28/32 PS. Una lievissima rivisitazione ne ha fatto lievitare la cilindrata di appena 4 cm³, passando da 5315 a 5319 cm³. Questo motore era un quadricilindrico in linea formato da due blocchi bicilindrici fusi separatamente e montava uno schema di distribuzione cosiddetto a T, che prevedeva cioè due assi a camme, uno per lato, ognuno dei quali comandava rispettivamente le valvole di aspirazione (sistemate su un lato del motore) e le valvole di scarico (sistemate sull'altro lato).

L'alimentazione era ovviamente a carburatore, in questo caso del tipo con valvola a saracinesca. La potenza massima raggiungeva 35 CV a 1300 giri/min, sufficienti per spingere la vettura a una velocità massima di 70 km/h.

Sul telaio in lamiera d'acciaio stampata venivano fissate le sospensioni ad assale rigido con molle a balestra, la trasmissione ad albero cardanico con cambio a 4 marce e l'impianto frenante, composto da un freno di servizio a pedale che agiva sull'albero di trasmissione e da un freno a mano che agiva sulle ruote posteriori.

All'inizio del 1909, ultimo anno di produzione, la 35PS venne ribattezzata come 22/35 PS, inaugurando in anticipo la piccola famiglia di Mercedes 22PS che già a partire dall'anno successivo ne avrebbero preso il posto.